# Čeněk Hruška
Čeněk Hruška (17. ledna 1889 Smíchov – 12. prosince 1965 Praha) byl československý politik a meziválečný i poválečný poslanec Národního shromáždění za Komunistickou stranu Československa.

## Biografie
Během první světové války nastoupil vojenskou službu v Rakousko-Uherské armádě a roku 1915 byl zajat na východní frontě. Několik let strávil v ruském zajetí. Roku 1918 sice podal přihlášku do Československých legií, ale nakonec vstoupil do Rudé armády. Po onemocnění tyfem jej na jeho žádost propustili.
Koncem 20. let 20. století patřil mezi skupinu mladých členů Komunistického svazu mládeže Československa, radikálních komunistů (takzvaní Karlínští kluci), kteří do vedení KSČ doprovázeli Klementa Gottwalda. Na V. sjezdu KSČ se stal členem politbyra.
V parlamentních volbách v roce 1925 získal poslanecké křeslo v Národním shromáždění. Mandát obhájil v parlamentních volbách v roce 1929. Podle údajů k roku 1929 byl profesí dělníkem v Praze-Vysočanech. Poslanecké křeslo ztratil rozhodnutím volebního soudu v roce 1933. Vystřídal ho František Pecháček.
Od konce roku 1938 zasedal v zahraničním vedení KSČ v Moskvě. Znovu se do parlamentu vrátil po válce. V letech 1954–1964 zasedal opět v Národním shromáždění (po roce 1960 Národní shromáždění Československé socialistické republiky).
Na celostátní konferenci KSČ v prosinci 1952 byl zvolen za kandidáta Ústředního výboru Komunistické strany Československa. X. sjezd KSČ ho pak zvolil členem ÚV KSČ a XI. sjezd KSČ a XII. sjezd KSČ ho ve funkci potvrdil. Od ledna do září 1951 byl i členem organizačního sekretariátu ÚV KSČ. Zastával rovněž vysoké funkce v Československé armádě. Byl generálporučíkem, v letech 1949–1954 náměstkem ministra národní obrany. V letech 1950–1951 byl rovněž náčelníkem Hlavní politické správy Československé armády s hodností divizního generála. K roku 1954 se profesně uvádí jako generálporučík, předseda Ústředního výboru Svazarmu, náměstek ministra národní obrany a nositel Řádu republiky (udělen roku 1954 a znovu 1955), Řádu Klementa Gottwalda (udělen roku 1959) a Řádu Bílého lva. V květnu 1956 byl na prvním sjezdu Svazarmu zvolen předsedou této organizace.

## Vyznamenání
- Československá vojenská medaile za zásluhy, I. stupeň
- Pamětní medaile československé armády v zahraničí
- Československý válečný kříž 1939, udělen dvakrát
- Československá medaile Za chrabrost před nepřítelem
- Československý vojenský řád Bílého lva „Za vítězství“, hvězda I. stupně
- Medaile Za vítězství nad Německem ve Velké Vlastenecké válce 1941–1945[13], (SSSR)
- Medaile Za osvobození Prahy, (SSSR)
- Řád 25. února, 1949
- Řád republiky, 1954, 1955
- Řád Klementa Gottwalda – za budování socialistické vlasti, 1959